# Andy Richter – władca wszechświata
Andy Richter – władca wszechświata (ang. Andy Richter Controls the Universe, 2002–2003) – amerykański serial telewizyjny nadawany przez stację Fox od 19 marca 2002 do 12 stycznia 2003 roku. W Polsce nadawany przez Comedy Central Polska od 29 lipca 2009 roku.

## Fabuła
Akcja serialu rozgrywa się w zakładach Pickering Industries i opisuje perypetie edytora dokumentacji Andy’ego Richtera oraz jego przyjaciół – Jessiki, Keitha, Wendy i Byrona.

## Bohaterowie
- Andy Richter
- Jessica Green
- Keith
- Wendy McKay
- Byron Togler

## Obsada
- Andy Richter
- Paget Brewster – Jessica Green
- James Patrick Stuart – Keith
- Irene Molloy – Wendy McKay
- Jonathan Slavin – Byron Togler